# Deixa Falar
Deixa Falar (en traduction libre, « Laisse causer ») est un ancien groupe de carnaval brésilien basé à Rio de Janeiro, considéré comme la première école de samba à exister, en plus d'être l'entité qui a créé le terme. Même si Portela, par exemple, a été fondée plus tôt, Deixa Falar est considérée comme l'école de samba pionnière, pour avoir jeté les bases de ce que serait une école de samba.
La véritable nature de ce groupe carnavalesque du quartier Estácio, à Rio de Janeiro, est encore quelque peu controversée, car, entre 1929 et 1932, "école de samba" était encore écrite entre guillemets, et ceux-ci étaient encore considérés comme des blocs, mais avec des caractéristiques différentes. En fait, Deixa Falar n'a jamais participé aux compétitions des écoles de samba.
Deixa Falar dure peu de temps, faisant des "ambassades" (visites à d'autres bastions de samba comme Mangueira, Oswaldo Cruz et Madureira) et défilant sur la Praça Onze lors des carnavals de 1929, 1930 et 1931, sans jamais participer aux concours officiels des écoles de samba à Rio de Janeiro, par exemple celui organisé en 1932 par le journal Mundo Sportivo.
Les couleurs de l'association sont le rouge et le blanc, en l'honneur du bloc A União Faz a Força (en traduction libre, L'union fait la force), dirigé par le compositeur de samba Mano Rubem, également à l'Estácio, et qui cesse d'exister avec sa mort en 1927, et de l'America Football Club, dont le siège social est proche du quartier.

## Histoire
Fondée le 12 août 1928, à la Rua do Estácio, no 27 (au coin de la Rue Maia de Lacerda), dans la maison de Chystalino, sergent de police et père du chanteur de samba Biju, l'école compte parmi ses grands noms la samba le chanteur Ismael Silva, qui l'a nommée.
À proximité du siège de l'école, au Largo do Estácio, se trouve l'École normale, d'où, selon Ismael, d'où vient l'analogie créée par lui nommant son groupe école, car selon lui il forme à Deixa Falar des professeurs de samba. Cette version est cependant contestée.
Parmi les chanteurs de samba qui ont fondé Deixa Falar, il y avait deux projets. Oswaldo da Papoula, son président, veut créer un rancho ; Ismael Silva veut créer un bloco innovant, qui exclurait presque tous les éléments structurels des blocs de son temps. Ismael Silva est contre les thèmes, les évolutions et les danses étrangères à la samba. Malgré leurs différences, tous deux contribuent à la croissance du groupe qui, parmi les groupes carnavalesques de la ville de l'époque, est l'un des plus célèbres basés sur la samba.
En 1929, le "pai-de-santo" Zé Espinguela organise le premier concours de samba connu. Tenu dans sa propre maison, rue Adolpho Bergamini – où se trouve aujourd'hui l'école de samba Arranco – à Engenho de Dentro . Cette réunion, à une époque où la samba est encore marginalisée, a pour objectif de choisir le meilleur groupe de compositeurs de samba de la ville. Trois groupes de danseurs de samba - c'est-à-dire les "écoles de samba" - s'y sont produits : Conjunto Oswaldo Cruz, Bloco Carnavalesco Estação Primeira et Deixa Falar, qui finit par être disqualifié pour avoir joué des instruments à vent.
Toujours en 1929, Bide, musicien de samba de l'école, participe à l'enregistrement de "Na Pavuna", le premier enregistrement sur disque dans lequel des instruments typiques de l'école de samba sont utilisés - sans groupe ni orchestre pour former la base - en utilisant le son typique des écoles de samba. Ce sont les membres de Deixa Falar qui ont introduit la cuíca dans la samba et qui inventent le surdo.
En 1931, Deixa Falar défile parmi les ranchos, lors du concours organisé par le Jornal do Brasil, à titre expérimental, avec le thème "Le Paraíso de Dante", et reçoit une bonne note du journal.
En 1932, le journal Mundo Sportivo organise le premier défilé des écoles de samba, mais cette année-là, Deixa Falar entre à nouveau dans le défilé officiel des ranchos. Avec le thème "Le Printemps et la Révolution d'Octobre", elle n'obtient même pas de classement, selon le comité de jugement, Deixa Falar s'est présentée "de façon simple et sans prétentions majeures".
Après le Carnaval de 1932, des conflits internes surgissent en raison de désaccords sur les dépenses liées à la subvention offerte par la mairie pour ce défilé, y compris des accusations de corruption portées par le président de l'association à l'un de ses directeurs.
Le 29 mars 1933 prend fin Deixa Falar qui fusionne avec le bloc União das Cores, formant l'União do Estácio de Sá. Osvaldo da Papoula, après cela, est allé au Recreio das Flores, da Saúde, et Ismael Silva, jusqu'à la fin de sa vie, n'adhèré jamais à une autre association carnavalesque.